# Straßenverkehr im Rhein-Neckar-Dreieck
Das erste Automobil fuhr 1886 über Mannheims Straßen. Auch heute ist der Großraum Rhein-Neckar-Dreieck um die Großstädte Mannheim, Ludwigshafen am Rhein und Heidelberg hervorragend an das Fernverkehrsnetz angebunden.

## Autobahnnetz

### Überregionale Autobahnen

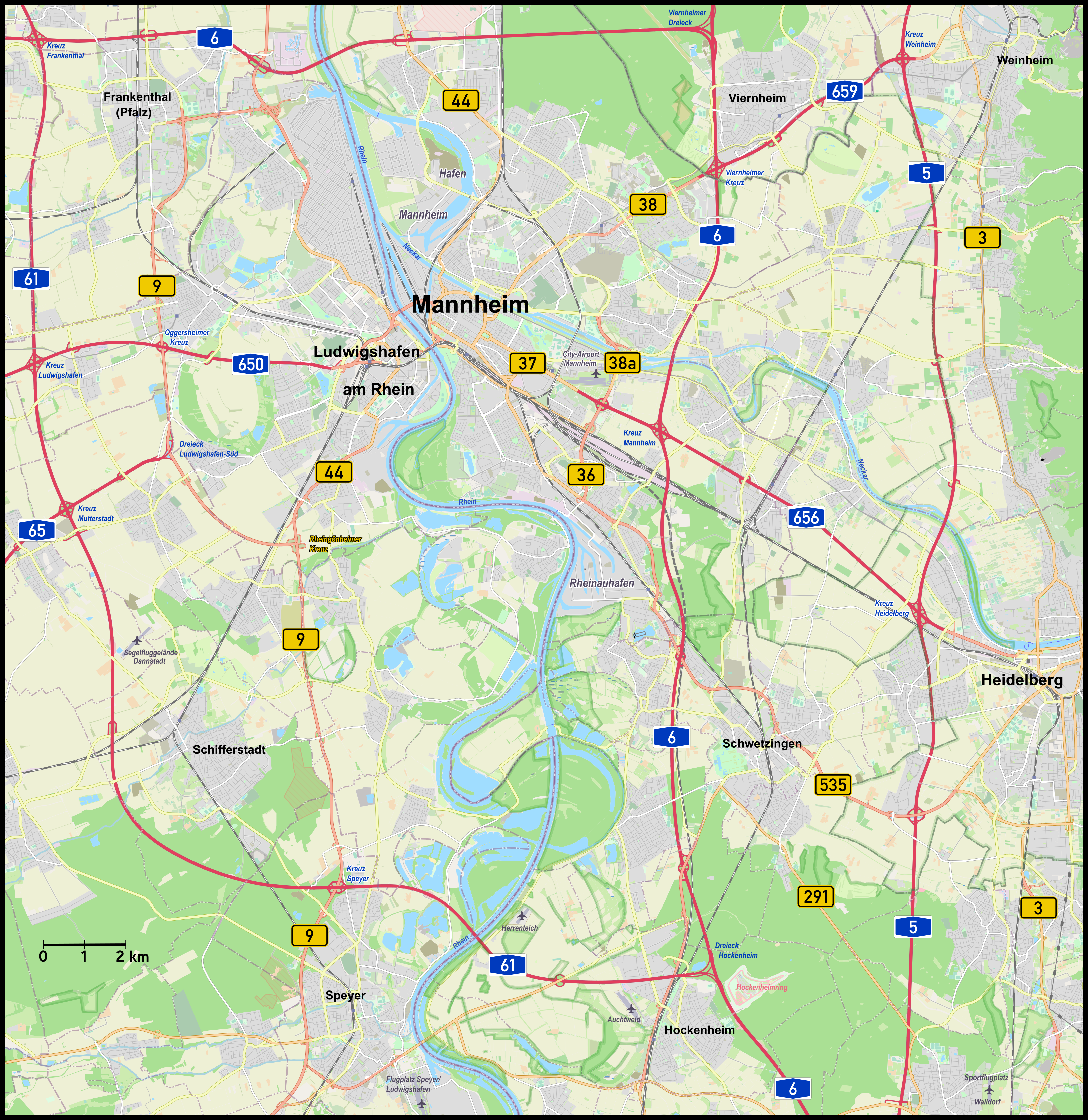
Hauptverkehrsstraßen in und um das Rhein-Neckar-Dreieck

Die Autobahnen A 5 (Frankfurt – Heidelberg – Karlsruhe – Basel) sowie A 6 (Saarbrücken – Mannheim – Heilbronn – Nürnberg) kreuzen sich südlich von Heidelberg im Kreuz Walldorf. Gemeinsam mit der linksrheinischen A 61 (Köln – Koblenz – Ludwigshafen), die im Dreieck Hockenheim einmündet, stellen sie überregionale Verbindungen in alle Richtungen her.
Die A 67 verstärkt die Kapazität von Mannheim in Richtung Rhein-Main-Gebiet, die A 65 verbindet Ludwigshafen mit der Südpfalz und dem Elsass.

### Netzergänzende Autobahnen
Netzergänzend fungieren die Autobahnen A 650, A 656 und A 659 sowie die von Worms bis Wörth (bei Karlsruhe) autobahnähnlich ausgebaute B 9.

### Autobahnring Mannheim/Ludwigshafen
Die Autobahnen A 6 und A 61 umschließen Mannheim und Ludwigshafen vollständig und bilden somit einen äußeren Autobahnring, mit einer Länge von rund 80 km.

## Bundesstraßen
Ein dichtes Netz an Bundesstraßen stellt Verbindungen innerhalb des Großraums und in die Nachbarschaft her.

### Nord-Süd-Verbindungen
- Die Bundesstraße 3 (Hamburg–Frankfurt–Basel) ist eine der ältesten und längsten Bundesstraßen in Deutschland. Von Frankfurt verläuft sie parallel der A 5 über Darmstadt entlang der Bergstraße nach Heidelberg und von dort weiter nach Karlsruhe.
- Die Bundesstraße 9 verläuft linksrheinisch von der holländischen Grenze über Köln und Mainz bis zur französischen Grenze bei Karlsruhe. Von Worms bis Wörth ist sie durchgehend vierspurig ausgebaut.
- In Nord-Süd-Richtung verläuft im Westen auch die B 271, außerdem in Richtung Süden die B 36, in Richtung Norden die B 44. Hinzu kommt die nordbadische B 291.

### West-Ost-Verbindungen

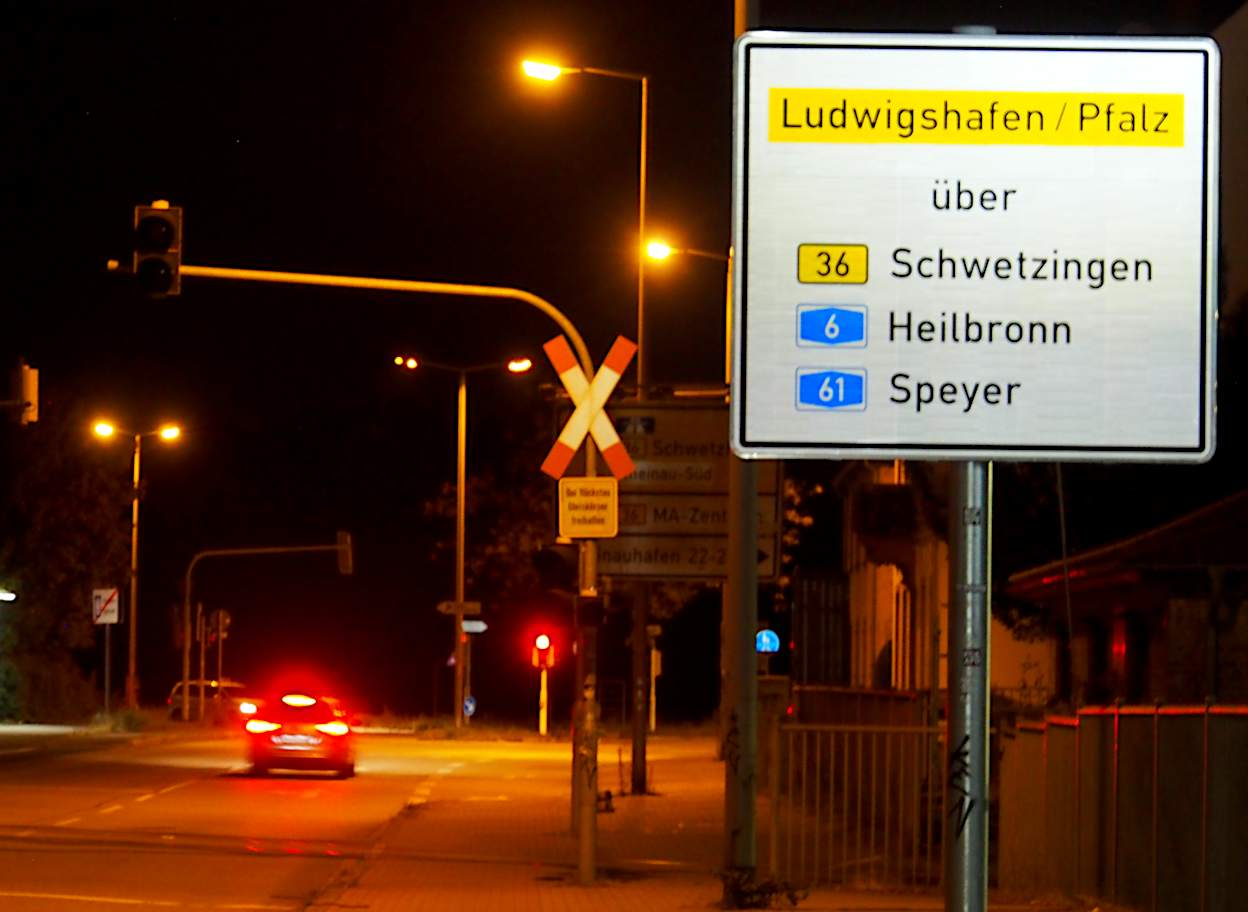
Die Sperrung der Hochstraße Süd in Ludwigshafen und des Fahrlachtunnels erfordert weiträumige Umlenkungen.

- In West-Ost-Richtung verlaufen die Bundesstraßen 38 (im Norden), 47 und 39 (im Süden) sowie diagonal die 37.
- Hinzu kommen die vierspurige Schnellstraße B 535 zwischen Heidelberg und Schwetzingen sowie die südhessische B 460.

## Radschnellwege
Siehe auch Radschnellwege in Baden-Württemberg#Region Rhein-Neckar
Die Metropolregion Rhein-Neckar hat verschiedene Machbarkeitsstudien durchführen lassen, welche die Potenziale von Radschnellwegen untersuchen sollten. Dabei wurden 7 Routen identifiziert, welche weiter untersucht werden sollen.
Hiervon sind derzeit 4 Verbindungen in Planung, im Bau oder bereits in Betrieb.

## Rheinquerungen
in Stromrichtung
- Salierbrücke, B 39 bei Speyer
- Rheinbrücke Speyer (A 61)
- Rheinfähre Altrip–Mannheim
- Konrad-Adenauer-Brücke, B 37 im Stadtgebiet, seit 2019 ist die Fortführung in Ludwigshafen unterbrochen
- Kurt-Schumacher-Brücke, B 44 im Stadtgebiet
- Theodor-Heuss-Brücke (A 6) im Norden